# Джамейка (Куинс)
Джаме́йка (англ. Jamaica) — крупнейший и наиболее густонаселённый нейборхуд в центральной части боро Куинс, Нью-Йорк. На севере Джамейка ограничена районами Брайарвуд, Джамейка-Хилс и Джамейка-Эстейтс, на востоке — районом Холлис, на юго-востоке — районом Сент-Олбанс, на юге — районом Саут-Джамейка, на западе — районами Саут-Озон-парк и Ричмонд-Хилл.

## История
До прихода европейцев территорию, занимаемую районом, заселяли индейцы джамеко (англ. jameco). В переводе с алгонкинского название их племени означало «бобр». В 1656 году на эти земли из Массачусетса и с восточной части острова Лонг-Айленд пришли английские колонисты. Голландское правительство наделило их правом на владение этой территорией, дав ей название Рюстдорп (нидерл. Rustdorp; «тихая деревня»).
К 1683 году поселение выросло в город, получивший название Джамейка. В него вошли земли к югу от нынешней магистрали Джеки Робинсона.
С 1776 по 1783 год, во время Войны за независимость, территория находилась под контролем британских войск.
В 1836 году через Джамейку была проложена железная дорога Лонг-Айленда. Ныне одноимённая станция является её ключевым терминалом. В те же годы в Джамейке жил один из самых сильных американских политиков своего времени, Руфус Кинг. В 1974 году его особняк был признан исторической достопримечательностью. Сын Руфуса Кинга, Джон Олсоп Кинг, бывший в 1857—1858 годах губернатором штата Нью-Йорк, также проживал в Джамейке.

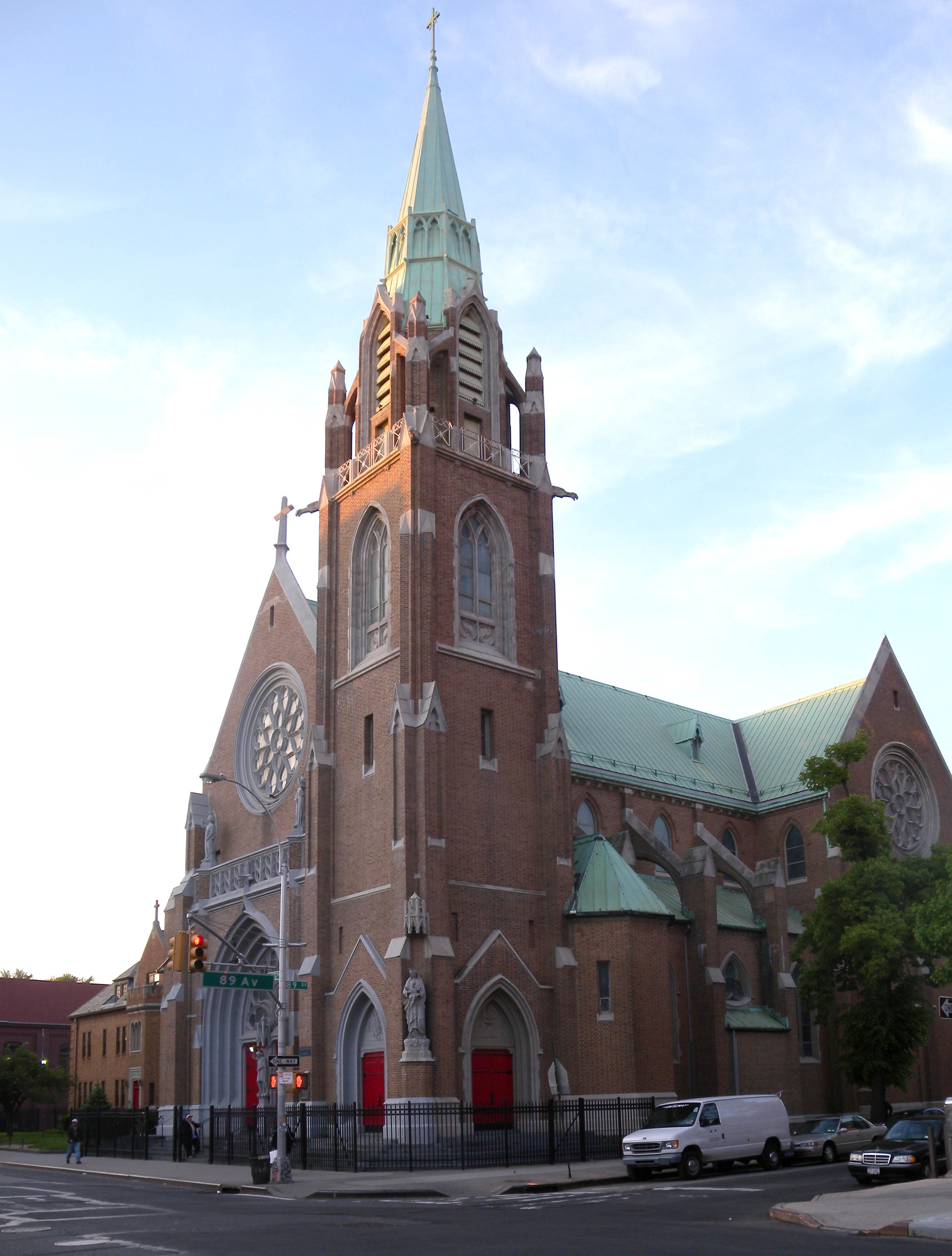
Католическая церковь Сретения Пресвятой Девы Марии на Парсонс-бульваре

В 1866 в поселении была пущена конка, а в 1888 году — электрический трамвай. Тогда же в Джамейке было возведено несколько церквей, имеющих ныне статус достопримечательностей. После Гражданской войны население города начало стремительно расти. Если в 1875 году оно составляло 780 человек, то спустя 35 лет, в 1910 году, уже 58 200.
В начале XX века в Джамейке, ставшей к тому времени частью большого Нью-Йорка, были проложены ветви эстакадной железной дороги. Район получил быстрое сообщение с Бруклином и Манхэттеном. Развитие инфраструктуры привело к открытию в Джамейке множества универмагов и росту цен на землю. Так, в 1920—1940 годы стоимость аренды участков вдоль Джамейка-авеню была наиболее высокой во всём Куинсе. Одновременно с этим в районе развивалась и культурная жизнь: к 1940 году в Джамейке насчитывалось 5 театров и один ночной клуб.
После Второй мировой войны молодое население начало переезжать из Джамейки в соседний с Куинсом округ Нассо. Качество жизни в районе начало постепенно снижаться. Так, некоторые крупные магазины переехали из Джамейки в другие районы, а некоторые эстакадные станции метро, например, 168th Street, были вовсе закрыты. В конце XX — начале XXI века городские власти предпринимают усилия по облагораживанию района.

## Население
По данным на 2011 год, численность населения района составляла 76 579 жителей. Средняя плотность населения составляла 11 098 чел./км², что примерно в 1,4 раза выше средней плотности населения в Куинсе. Средний доход на домашнее хозяйство был примерно в 1,2 раза ниже среднего показателя по городу: $47 944.
Начиная с 1980-х годов большинство населения Джамейки представлено афро- и латиноамериканцами, а также выходцами из Китая, Индии, Филиппин и стран Карибского бассейна.

## Общественный транспорт

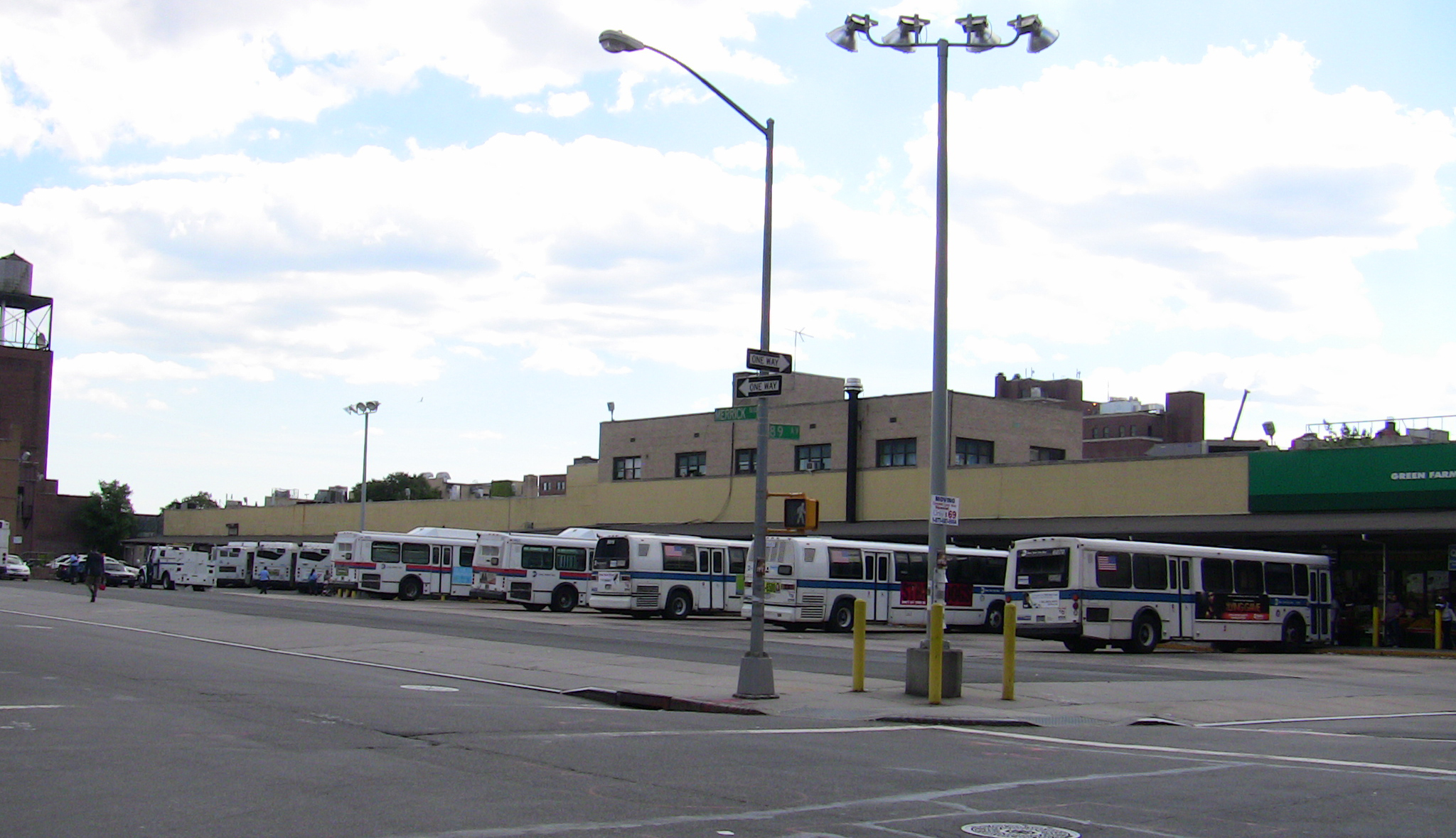
Автобусный терминал Джамейки

Джамейка обслуживается маршрутами E, J и Z Нью-Йоркского метрополитена.
В районе имеется собственный автобусный терминал, обслуживающий десятки местных маршрутов.
Также в Джамейке расположена одноимённая станция железной дороги Лонг-Айленда.